# Potassicjeanlouisita
La potassicjeanlouisita és un mineral de la classe dels silicats que pertany al grup dels amfíbols amb (O) dominant. Rep el nom en honor de Jean-Louis Robert (1948-2017), del Centre de Recherches sur la Synthèse et la Chimie des Minéraux (CRSCM) a Orleans.

## Característiques
La potassicjeanlouisita és un amfíbol de fórmula química K(NaCa)(Mg₄Ti)Si₈O22O₂. Va ser aprovada com a espècie vàlida per l'Associació Mineralògica Internacional l'any 2018, sent publicada per primera vegada el 2019. Cristal·litza en el sistema monoclínic.
L'exemplar que va servir per a determinar l'espècie, el que es coneix com a material tipus, es troba conservat a les col·leccions del museu de mineralogia de la Universitat de Pavia, amb el número de catàleg: 2018-01.

## Formació i jaciments
Va ser descoberta a Zirkel Mesa, dins el districte miner de Leucite Hills del comtat de Sweetwater (Wyoming, Estats Units), on sol trobar-se associada a la leucita. També ha estat trobada a la veïna Black Rock, sent aquests dos indrets són els únics de tot el planeta on ha estat descrita aquesta espècie mineral.